# Ercina
Ercina, in greco Herkyna o Herkynna, è  la ninfa della Beozia nella mitologia greca. 
È una delle compagne di Persefone, figlia di Demetra. 
Un giorno, giocando con Persefone nel bosco sacro di Trofonio, si lasciò scappare un'oca con cui Persefone era solita giocare. Le due fanciulle inseguirono l'oca che andò a nascondersi sotto una pietra. Tolta la pietra, Persefone notò che cominciò a sgorgare dell'acqua il cui flusso formò poi una sorgente e quindi un fiume a cui fu dato il nome di Ercina. Dopo ciò il terreno si apri e da lì uscì Ade, il dio degli inferi, che rapì Persefone.In questo punto fu in seguito costruito un piccolo tempio con un simulacro di Ercina con in mano l'oca.